# 野間神社 (今治市)
野間神社（のまじんじゃ）は、愛媛県今治市神宮（かんのみや）に鎮座する神社である。式内社（名神大）で、旧社格は県社。

## 祭神
- 飽速玉命
- 若弥尾命
- 須佐之男命
- 野間姫命

祭神については諸説あるが、現在は以上の四柱とする。
飽速玉命は速谷神社の祭神で、阿岐国造の祖。若弥尾命はその三世の孫で、怒麻国造の祖。野間姫命は若弥尾命の妻とされる。
野間神社が「野間天皇神」「濃満天皇神」などと呼ばれたことから祭神・牛頭天王とし、須佐之男命を主神とする説もあるが、『野間神社誌』では飽速玉命・若弥尾命・野間姫命を主祭神とし、須佐之男命は配祀であろうとする。ただし、中世、牛頭天王を祭神とした時期があったことは別当・乗禅寺に残る文書などから明らかである。

## 由緒
創建については不詳だが、怒麻国造となった若弥尾命が、その祖・飽速玉命を奉斎したことに始まると考えられている。『国造本紀』では、若弥尾命が怒麻国造に定められたのは神功皇后の御代とされる。
社伝によれば、701年（大宝元年）社殿が造営された。766年（天平神護2年）には従五位下を授けられ、神戸二烟を充てられた。837年（承和4年）には大山祇神社とともに南海道で初めての名神に預かる。延喜式では名神大社に列し、940年（天慶3年）には海賊宿祷により正二位に昇叙する。
中世には河野氏をはじめとする武将の尊崇厚く、江戸時代には松山藩の雨乞い祈願所とされた。
1871年（明治4年）郷社に列格、1895年（同28年）県社に昇格。

## 社号
続日本紀等には「野間神」、三代実録には「野間天皇神」、延喜式神名帳には「野間神社」とある。野間には乃万・濃満・濃万などの字を当てることもあったが、これは野間郡（国造本紀の怒麻国）に由来する。建長田文には「乃万宮」、国分寺勧請神名帳には「正一位 濃満天皇神」とある。「大梵天王宮」「乃万社大梵天王宮」等という例もある。
土地の人々の間では「天王社」「天王宮」などが用いられ、「テンノンさん」と俗称された。

## 文化財
重要文化財
- 石造宝篋印塔　1322年（元亨2年）造立

県指定有形文化財
- 和鏡11面

県指定無形民俗文化財
- 神宮野間神社に伝わる獅子舞

## 例祭
5月3日に行われる例大祭には浦安の舞、大名行列、獅子舞、藁御輿、紺原御船などが奉納される。中でも獅子舞は愛媛県の無形民俗文化財、藁御輿は今治市の無形民俗文化財に指定されている。